# 艾格爾頓
艾格爾頓（英語：Argleton）是一個於Google地圖和Google地球上出現、但真實世界並不存在的英國鬼魅城鎮，其標記處位在英格蘭西北部西蘭開夏郡奧姆斯柯克南方的A59公路附近，但實際上該地點其實是隸屬奧頓民政教區的寬廣空地。儘管如此許多網際網路訊息服務公司仍直接採用了Google所提供的資料內容，這包括有艾格爾頓為實際存在城鎮並且被劃入L39郵區之中等訊息。在這般情況下，許多網站紛紛提供了關於艾格爾頓的房地產資訊、就業服務以及當地天氣等公開內容。但雖然其所提供的相關人士、公司以及服務皆為實際存在的事物，然而資料來源則是源自於其他郵區編號相同的人口密集地區而非「艾格爾頓」本身。到了2010年1月30日時，Google地圖上已經撤除了關於艾格爾頓的標記。

## 報導
最早是由於附近的蘭開夏郡邊山大學擔任網路服務主管的迈克·诺兰（Mike Nolan）發現這項問題，並且在2008年9月時張貼在自己部落格中。其中艾格爾頓在Google地圖和Google地球上被標記在位於北緯53.543度、西經2.912度處，一旁鄰近位於西蘭開夏郡、約有8,000多人居住的奧姆斯柯克以及連絡利物浦與約克的A59公路。而Google亦提供了有關「艾格爾頓當地氣候」、「艾格爾頓房地產」以及「艾格爾頓就業資訊」等網頁資訊服務，這使得艾格爾頓這個虛構地名彷彿是普通的城鎮般擁有其相關資料。到了2009年年初的時候，诺兰的同事羅伊·貝菲爾德（Roy Bayfield）決定進一步調查此事，並且親自走到Google地圖所標示的地區以查看該地是否有什麼特別之處。不過貝菲爾德在自己部落格評論時表示該地「看似正常」，並且推斷是由於受到魔幻寫實與精神地理等概念的影響而導致這個不存在地方的出現，而這個故事也一度被當地媒體提起。
但是到了2009年11月時，有關不存在城鎮的消息突然被全球媒體大篇幅報導，而「Argleton」也隨即成為Twitter上最受到歡迎的主題標籤。在2009年11月4日時Google搜尋便能夠找到52,100個「Argleton」相關內容，到了12月23日時便增加至249,000個「Argleton」查詢結果；此外如使用「argleton.com」或者是「argleton village.co.uk」作為域名的網站也出現，其中前者便開玩笑地表示「他們所講的究竟是什麼？我們這些艾格爾頓好公民確實存在。我們現在就在這！」，而後者更是編寫了如艾格爾頓的歷史、著名人物以及當地時事新聞等。而一些商業網站也拿艾格爾頓作為商品販售的宣傳標語，例如「我參觀了艾格爾頓並且得到了這件T恤」或者是「紐約、倫敦、巴黎以及艾格爾頓」。2010年9月18日時，英國廣播公司第四電台的主持人史帝夫·龐特則於節目《Punt PI》中前往調查「艾格爾頓」。

## 解釋

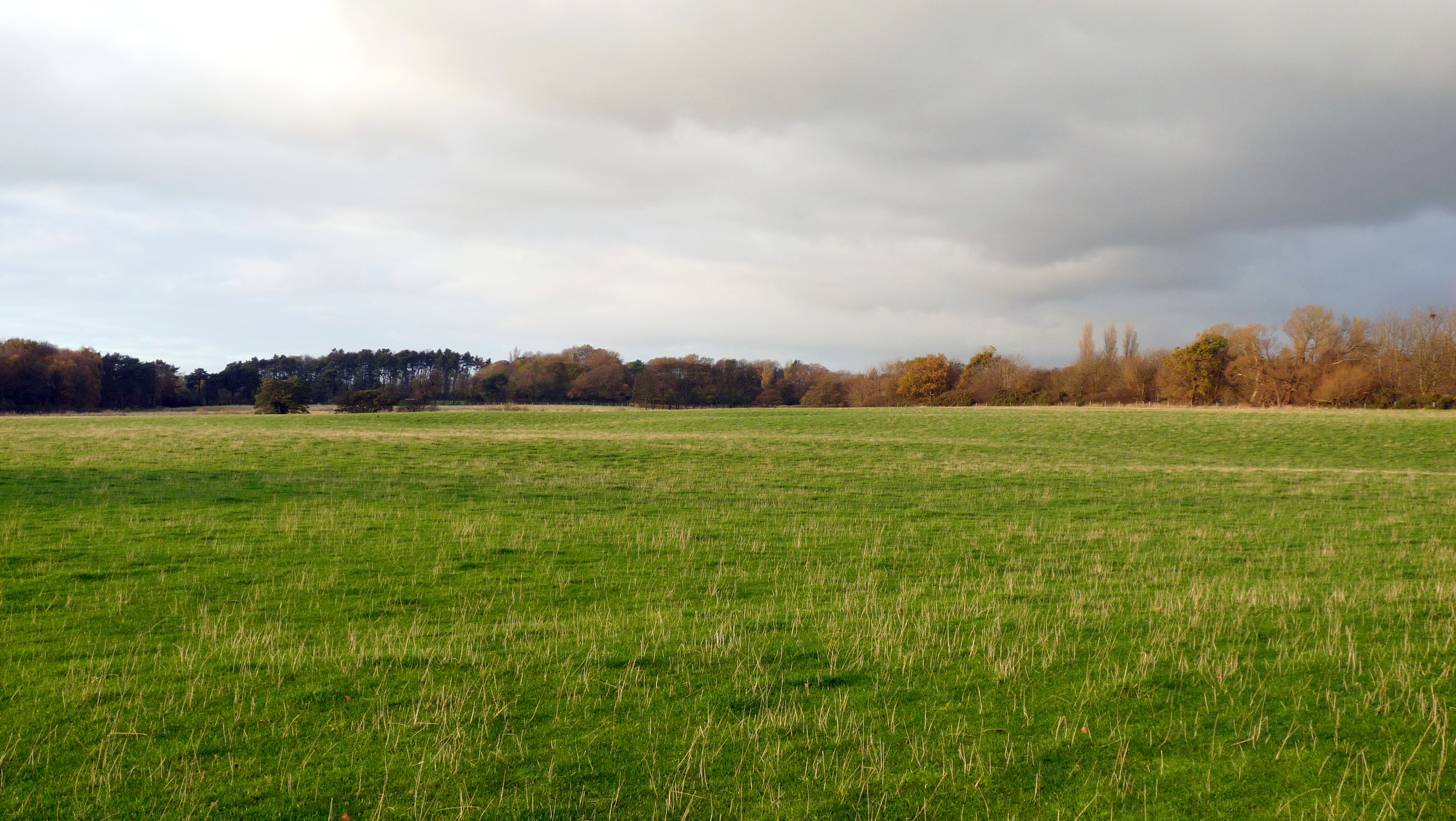
由蘭開夏郡奧頓往北看向被Google地圖標記為「艾格爾頓」的空地。

關於「艾格爾頓」的出現，一種說法認為該名稱其實是故意添加的版權陷阱，其中《每日電訊報》採訪的利物浦約翰莫里斯大學教授乔·莫兰便認為Google就是藉由虛構城鎮來檢查是否有侵犯版權的行為。類似的例子還有像1930年代時通用製圖公司在其繪製的紐約州地圖上增加了阿格羅作為版權陷阱，之後沒有仔細檢驗的埃索便繼續將該虛構名稱沿用在其地圖上。不過儘管在過去便有製圖員在地圖上設計虛構的街道來防止他人非法盜用地圖資訊，然而這類虛構內容通常並不會像艾格爾頓般如此明顯。
另外一些報導也指出英語中「Argle」這字詞組合的發音與「Google」類似，而且「Argleton」這個名稱的字母也可以組成如「Not Large」或「Not Real G」等片語，其中後者猜想中的「G」更有可能便是代表Google。另外也有包括《衛報》在內的觀點認為艾格爾頓的英文「Argleton」可能便是將附近的村莊奧頓的英文「Aughton」錯誤拼寫而來，但是這兩個地點其實同時出現在同一張地圖上。其他說法還有像「Argle」其實是指電腦程式設計師經常使用於偽變量的無名氏化名，或者是作為常用參數術語「argle-bargle」的簡寫等。
不過擔任地圖學協會會長的丹尼·多林認為艾格爾頓更有可能只是「無辜的錯誤」而已，而Google的發言人也表示「雖然絕大多數的資訊是準確的，但偶爾也會有錯誤發生」，並且鼓勵用戶直接向數據提供者報告任何問題。而負責提供Google地圖資料、總部設於荷蘭的Tele Atlas公司發言人則提到無法解釋為何資料庫中會出現這一異常問題，並且表示將把艾格爾頓從地圖資料庫中刪除。2010年1月30日時，有關艾格爾頓的結果已經從Google地圖上移除，但是用戶仍然可以在Google街景上查詢到地點。2010年5月時Google地圖的相關服務都刪除了艾格爾頓的資訊，而大約在2010年11月中旬到12初時包括Google地球在內的艾格爾頓相關內容都已經被移除。

## 外部連結
- （英文） Argleton （页面存档备份，存于）
- （英文） Argleton: the world unmapped （页面存档备份，存于）
- （英文） Punt PI （页面存档备份，存于）

53°32′35″N 2°54′43″W / 53.543°N 2.912°W